# Deichbrand
Das Deichbrand (Eigenschreibweise: DEICHBRAND) ist ein jährlich stattfindendes Musikfestival in Wurster Nordseeküste im Landkreis Cuxhaven (Niedersachsen) mit mittlerweile rund 60.000 Gästen. 2009 hatte das Open-Air-Festival mehr als 10.000 Besucher, 2011 war es mit knapp 20.000 verkauften Tickets zum ersten Mal ausverkauft. 2012 und 2013 war das Festival mit 25.000 beziehungsweise 35.000 Besuchern ebenfalls ausverkauft. 2014 feierten dann 40.000 Fans das große Jubiläumsfestival. 2018 erreichte das Deichbrand Festival mit 60.000 Besuchern einen neuen Besucherrekord, welcher seitdem, mit Ausnahme der beiden Corona-Jahre, gehalten wird. 2023 war das Festival erneut frühzeitig mit täglich 60.000 Besuchern ausverkauft.

## Konzept
2005 fand das Deichbrand-Festival erstmals statt. Das ursprünglich über zwei Tage laufende Festival wurde zur vierten Auflage 2008 auf drei Veranstaltungstage aufgestockt, um den Festivalcharakter zu untermauern. Das überregional erfolgreiche Festival brachte im fünften Jahr mit Mando Diao und The Streets erstmals zwei kommerziell sehr erfolgreiche Topacts an die Nordseeküste. Die Finanzierung erfolgt durch Sponsoring mehrerer nationaler Unternehmen, aber auch durch mehrere lokale Betriebe. Auf der Veranstaltung sind Musiker aus den Bereichen Rock, Pop, Hip-Hop, Metal, Emo und Punk vertreten. Beim Deichbrand Festival gibt es insgesamt sechs Bühnen: die beiden Hauptbühnen Fire Stage und Water Stage, die abwechselnd bespielt werden, sodass niemand eines der vielen Highlights verpasst; das Palastzelt, die einzige überdachte Bühne mit Platz für bis zu 7.000 Fans; die Electric Island, eine Bühne für Fans der elektronischen Tanzmusik, die bereits weltbekannte DJs wie Charlotte de Witte oder Sven Väth beherbergte; die Jever Hafenbar, eine Bühne im urig maritimen Look; sowie die reaktivierte New-Port-Bühne, die seit 2023 aufstrebende Künstlerinnen und Künstler ins Rampenlicht rückt.

<big>Stages 2023</big>
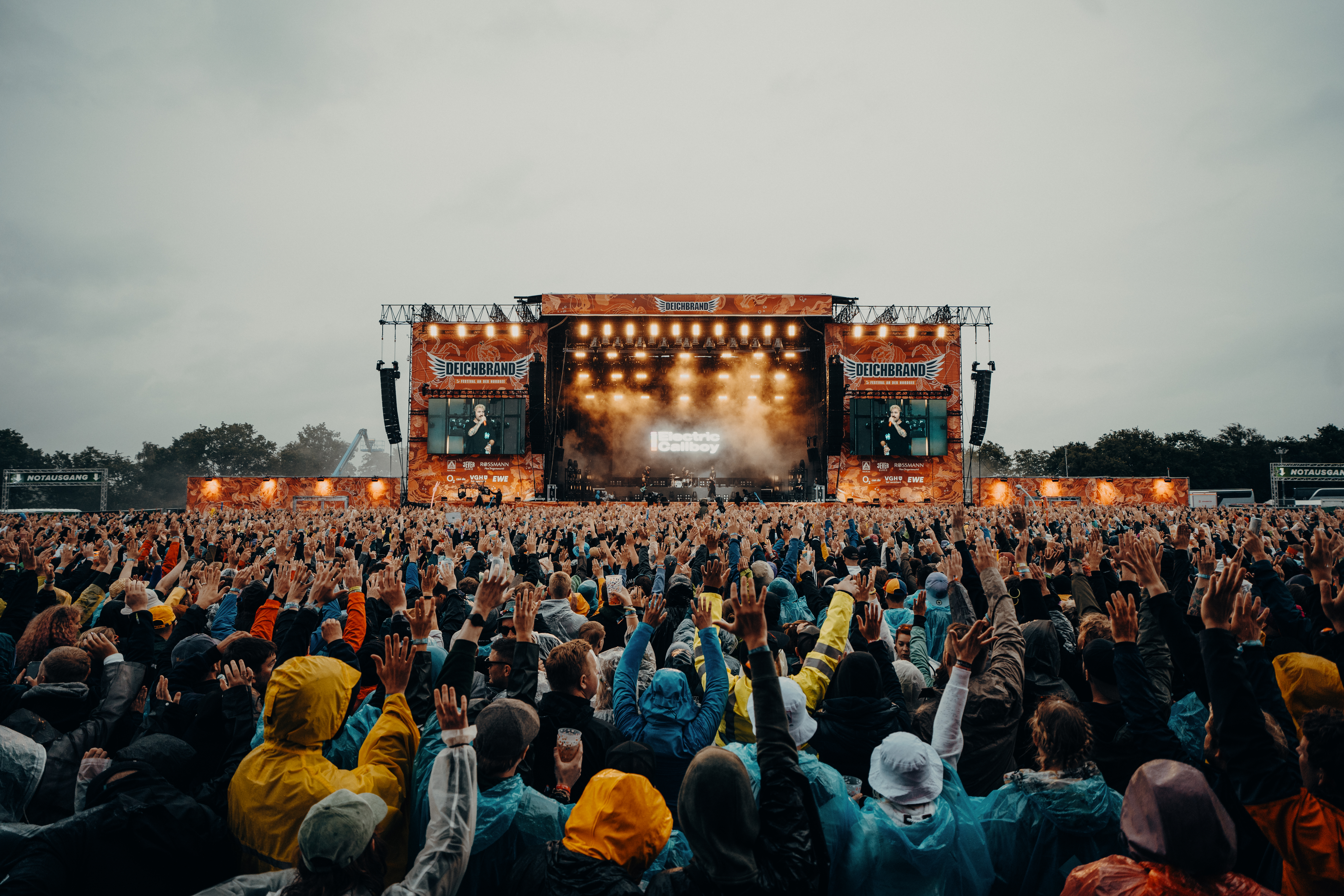
Fire Stage // tagsüber
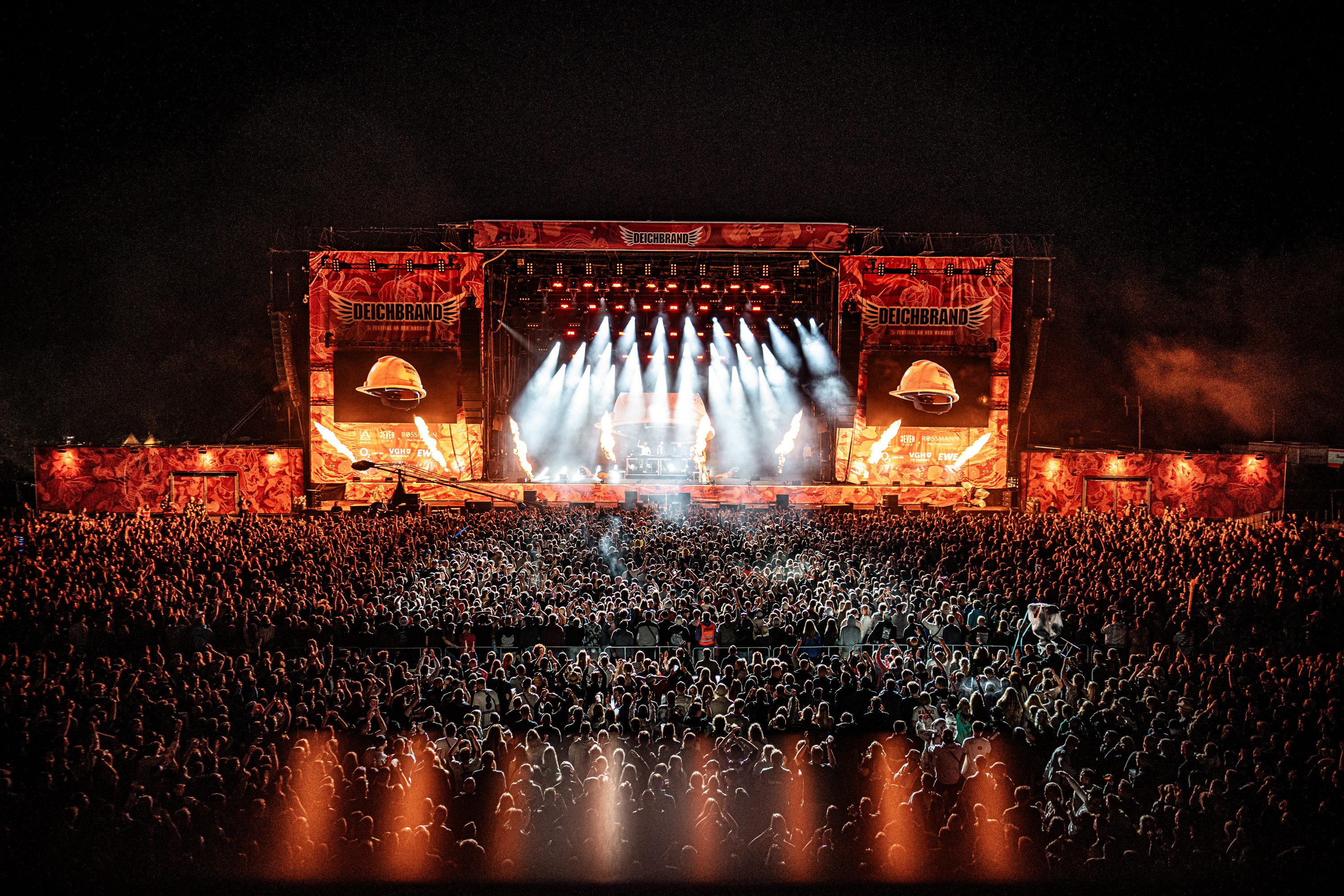
Fire Stage // nachts
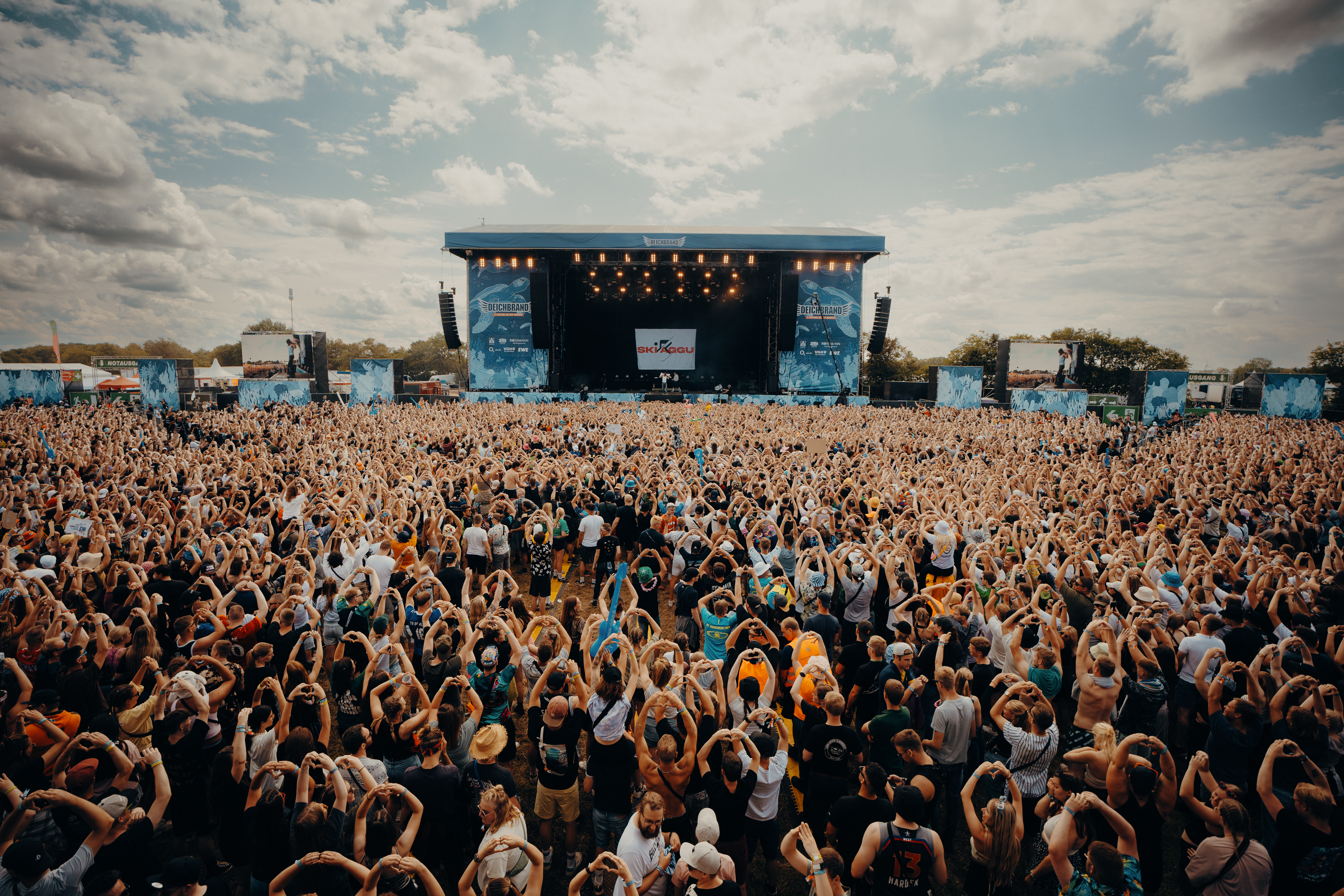
Water Stage // tagsüber
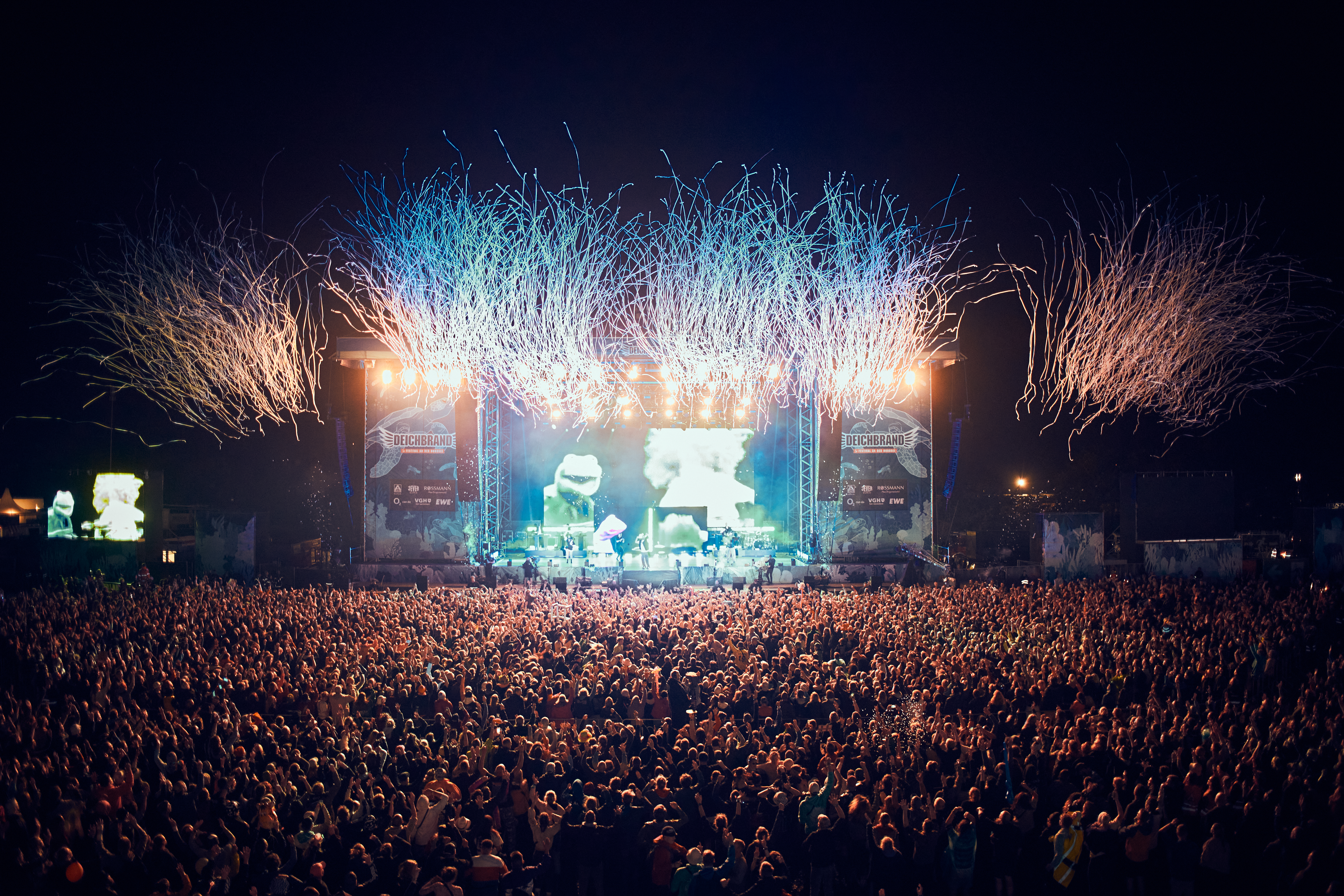
Water Stage // nachts
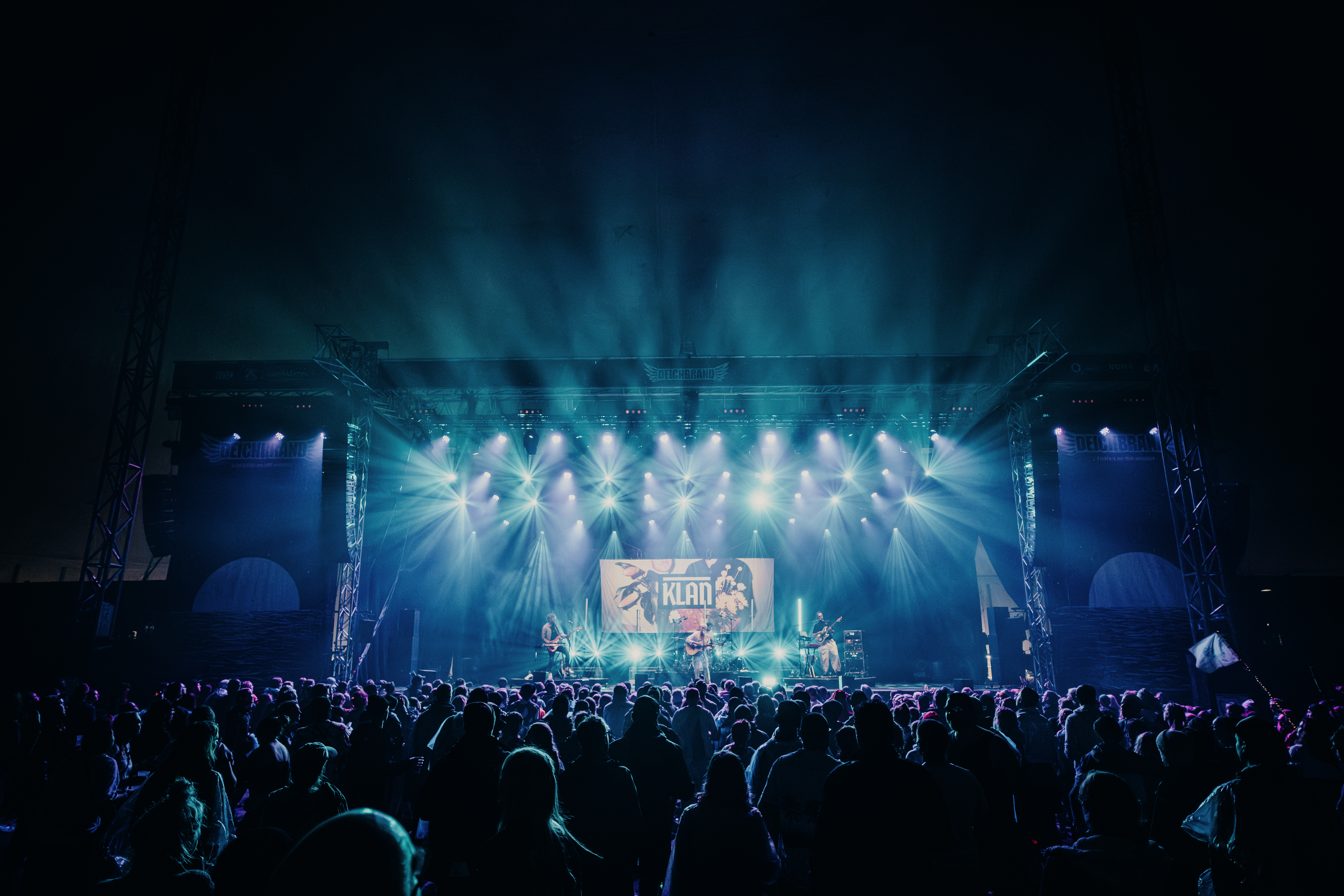
Palastzelt
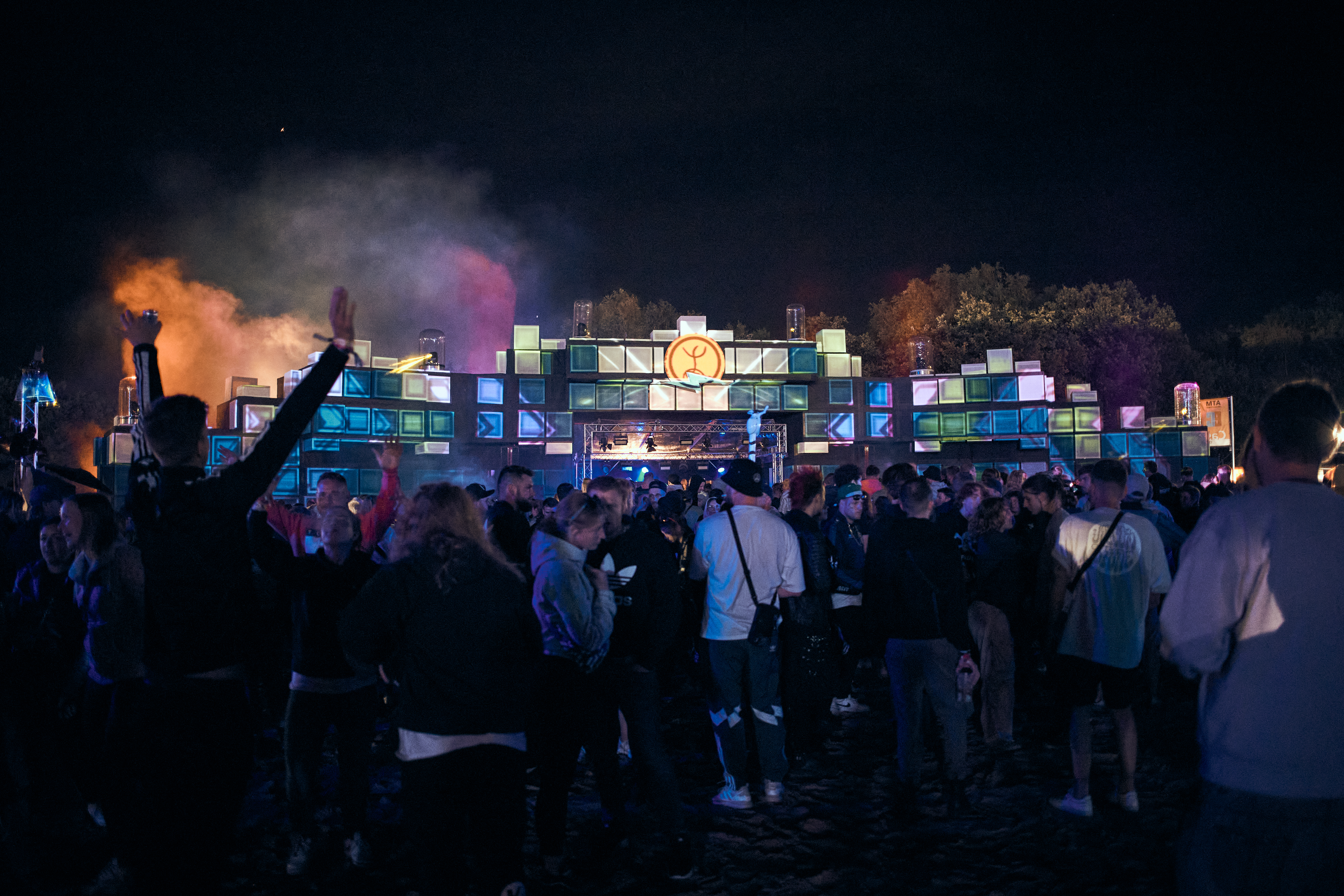
Electric Island
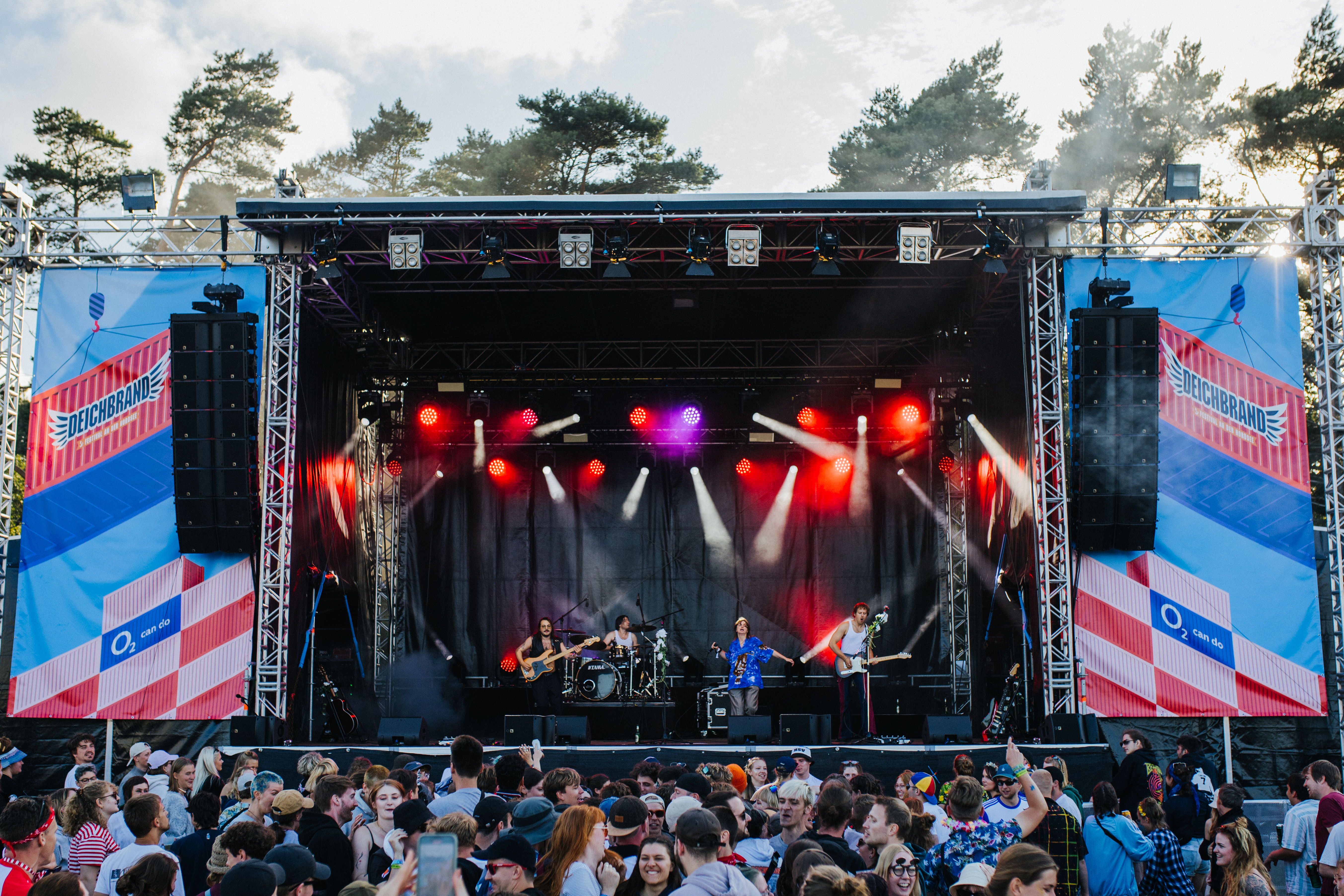
New Port
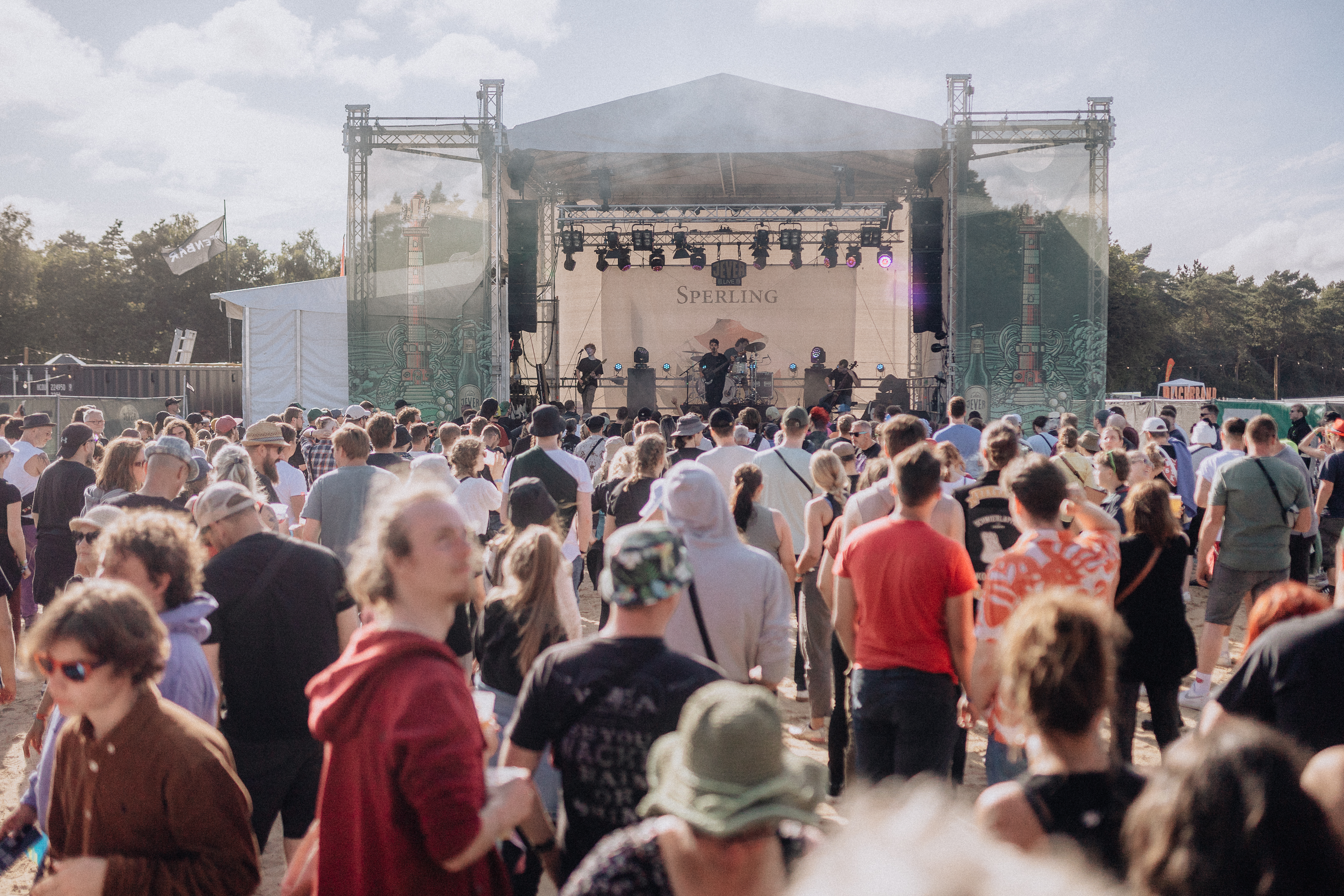
Jever Hafenbar

## Veranstaltungsorte
Im Jahr 2005 wurde das erste Deichbrand im Fort Kugelbake veranstaltet, das sich in unmittelbarer Nähe des niedersächsischen Wattenmeeres befindet. An den beiden Tagen kamen etwa 500 Besucher. Aufgrund des Erfolges und der damit verbundenen, gestiegenen Besucherzahlen entschloss man sich im darauf folgenden Jahr, ein größeres Gelände neben dem Windpark am Deich in Cuxhaven-Altenbruch als Austragungsort des Festivals zu nutzen. 2008 wurde das Festivalgelände, das auch unter dem Namen Rock City bekannt ist, an die Neufelder Straße am Hafen verlegt. Da man durch den erneuten Umzug Platz für mehr als 15.000 Zuschauer schaffen wollte, konnte in diesem Jahr zum ersten Mal die 10.000 Besucher-Marke überschritten werden. Seit der fünften Auflage im Jahr 2009 findet das Festival am See-Flughafen Cuxhaven/Nordholz in der Gemeinde Wurster Nordseeküste statt.

## Line-Ups

### 2005
Das erste Deichbrand-Festival fand am 2. und 3. September 2005 im Fort Kugelbake in Cuxhaven  statt. Unter anderem spielten folgende Bands:
Mob Rules, Regicide, Die Familie, Milestones, Die Apokalyptischen Reiter, The Jinxs

### 2006
Am 18. und 19. August 2006 fand das Festival erneut statt – diesmal aufgrund der Geräuschkulisse am Grodener Deich, zwischen dem Fischereihafen Cuxhaven und einem Offshore-Testfeld. Erstmals wurden, um Übergangszeiten zwischen Auf- und Abbau der einzelnen Bands zu verkürzen, zwei Bühnen aufgebaut.
Das Line-Up war wie folgt:
| - Revolverheld - Schandmaul - Drone - Brainstorm - The Jinxs - Pussy Galore - Mystic Prophecy - Regicide - Maroon - KASA | - A Chinese Restaurant - Die Familie - Experience X - Finisterre - From Behind - Gas - Immortal Sin - Kerndrift - Kokusu - Liquid Fire - Born From Chaos | - Lost Dayz - Maggers United - Mary Bleeds Wine - Muff - Nayled - Nirgendwo - Odeon - Poolstar - Presence Of Mind | - Pussy Galore - Remirra - Sandro - Scufx - Subsonic - The Aurora Project - The Marble Index - Tuesdays Hangover - Ötteband - Van Dyke |

### 2007
Das dritte Festival fand am 24. und 25. August 2007 statt.
Abermals musste das Festivalgelände, Rock City genannt, verlegt werden – diesmal, da das Gelände des Vorjahres inzwischen zur Bebauung vorbereitet wurde. Die Entfernung betrug allerdings nur wenige hundert Meter. Dem Festival wurde ein Areal zur Verfügung gestellt, das im Anschluss daran mit einem weiteren großen Windpark bebaut werden sollte. Durch die vorherige Ebnung des Bodens im Zuge der Bauvorbereitung war so ein optimales Festivalgelände entstanden – das trockene, heiße Wetter am Veranstaltungswochenende unterstützte diesen Effekt.
Inzwischen hatte das Festival weit über die Landesgrenzen hinaus Bekanntheit erlangt, was sich in der Bandliste widerspiegelte:
| - H-Blockx - Subway to Sally - Madsen - The Films - iO ex Guano Apes - Gods of Blitz - Kim Frank | - Klee - Volbeat - Days in Grief - Karpatenhund - Schrottgrenze - One Fine Day - Regicide | - Fire in the Attic - Neuser - 5BUGS - The Jinxs - Loz Tinitoz - A chinese Restaurant - Gas - From Behind | - Tiny-Y-Son - Kill Fill - Mad Lane - Crack'n Up's - Presence of mind |

#### Debüts
Als Gewinner des Newcomer-Contests von mp3.de durften Revolving Door die Bühne betreten, Odeville als Gewinner des Local-Heroes-Contests 2007.

Die H-Blockx erschienen zum Pre-Release ihres im September 2007 erschienenen Albums „Open letter to a friend“.

Subway to Sally spielten mehrere Lieder vor dem offiziellen Erscheinungstermin ihres neuen Albums Bastard.

Insgesamt waren über 7500 Besucher in Cuxhaven, um das Festival zu besuchen.

### 2008
Wieder einige hundert Meter weiter Richtung Hamburg fand das vierte und bisher längste Festival vom 22. – 24. August 2008 hinter dem Deich bei Cuxhaven-Altenbruch statt.
Das Line-up umfasst folgende Bands:
| - Sportfreunde Stiller - Donots - Deichkind - Oomph! - Die Happy - Tomte - Turbostaat - 4Lyn - Blackmail | - Jennifer Rostock - EL*KE - Empty Trash - Escapado - Kilians - Trashmonkeys - Letzte Instanz - Grand Avenue - Die Schröders | - Monsters of Liedermaching - Blind - Roman Fischer - Tiny-Y-Son - Übermutter - Revolving Door - Odeville - Pilefunk | - Krieger - A Chinese Restaurant - Dramaking - Muff - Crossing - Immortal Sin - Till the Extase - Kill Fill |

Als Sieger des mp3.de Newcomer Contest 2008 standen Center May auf der Bühne.

### 2009
Das 5. Deichbrand-Festival fand vom 17.–19. Juli 2009 auf dem See-Flughafen Cuxhaven/Nordholz in Wurster Nordseeküste statt.

Unter anderem traten dort folgende Bands auf:
| - Mando Diao - ASP - 4Lyn - Lotto King Karl - Jennifer Rostock - Luxuslärm - Dúné - Emil Bulls - Ignite - Coppelius | - Monsters of Liedermaching - The Streets - Dropkick Murphys - Selig - Polarkreis 18 - Eisbrecher - Apoptygma Berzerk - The Disco Boys - Northern Lite - Smoke Blow | - Chapeau Claque - P:lot - Grossstadtgeflüster - Boppin’B - Trashmonkeys - Sugarplum Fairy - Bosse - Olli Schulz - Fertig, los! - One Fine Day | - Auletta - Black Sheep - Leavin' Soho - Space Off - The Swindle - Kim? - Loz Tinitoz - mp3.de Newcomer |

### 2010
Das sechste Deichbrand-Festival fand vom 16. bis zum 18. Juli 2010 auf dem Seeflughafen Cuxhaven-Nordholz statt. Unter anderem spielten folgende Bands:
| - A Chinese Restaurant - Blumentopf - Dúné - Heaven Shall Burn - Jochen Distelmeyer - Love Many Feet - Männerurlaub - Skindred - The Sounds - Tocotronic | - An Horse - Danko Jones - Good Shoes - Hey Today - Kafkas - Martin Jondo - Ohrbooten - Subway to Sally - The Swindle - Vive La Fete | - Bela B. - Die Apokalyptischen Reiter - Grand Avenue - Itchy Poopzkid - Leavin' Soho - Milk feat. Billy Populus - Papa Roach - The Disco Boys - The Welcome Dynasty - Wayne Jackson | - Blood Red Shoes - Digitalism DJ Set - Grossstadtgeflüster - Jan Delay & Disko No.1 - Livingston - Monsters of Liedermaching - Revolverheld - The Downfall Ends - Timid Tiger - Boogee Munstaz |

### 2011
Das siebte Deichbrand-Festival fand vom 22. bis zum 24. Juli 2011 auf dem Seeflughafen Cuxhaven-Nordholz statt. Unter anderem spielten folgende Bands:
| - Adept - Blackmail - Boy Hits Car - Heaven Shall Burn - Das Beben - DJ Thomilla feat. Sante - Emil Bulls - In Extremo - Pennywise - The Dreams | - Aura - Boogee Munstaz - Broilers - Die Fantastischen Vier - Donots - Frida Gold - Jennifer Rostock - Liedfett - Skunk Anansie - The Koletzkis - Wirtz | - Bad Religion - Boris Dlugosch - Bullet for My Valentine - Fotos - Egotronic - Ghost of Tom Joad - Juli - Milk & Sugar - Suffocating Sight - The Love Bülow | - Beige - Bosse - Callejon - Die Happy - Elektrizzl - Guano Apes - Kettcar - Montreal - The BossHoss - WestBam |

### 2012
Das achte Deichbrand-Festival fand vom 20. bis zum 22. Juli 2012 auf dem Seeflughafen Cuxhaven-Nordholz statt. Unter anderem sollten folgende Bands spielen:
| - Adolar - Caliban - Dick Brave & The Backbeats - Frittenbude - Immortal Sin - Ignite - Kellermensch - Oomph! - Samy Deluxe & Band - The Subways - Vierkanttretlager | - ASP - Clueso - Egotronic - Fritz Kalkbrenner - Irie Révoltés - Lexy & K-Paul - Regicide - Sunrise Avenue - The Koletzkis - Within Temptation | - Beatsteaks - D-A-D - Eisbrecher - H-Blockx - Johannes Strate - Mono Inc. - Russkaja - Supershirt - Turbostaat | - Betontod - Deichkind - Fiva & das Phantom Orchester - Heaven Shall Burn - Jupiter Jones - Monsters of Liedermaching - Saltatio Mortis - The Sounds - Turntablerocker |

Mehrere Billings mussten am Freitag allerdings kurzfristig abgesagt werden, darunter Die Orsons, Frittenbude, When Sky Falls Down und H-Blockx, da die Hauptbühne während des Warm-Ups durch ein Orkantief stark beschädigt wurde.

### 2013
Das neunte Deichbrand-Festival fand vom 18. bis zum 21. Juli auf dem Seeflughafen Cuxhaven-Nordholz statt. Unter anderem spielten folgende Bands:
| - Die Toten Hosen - In Flames - Sportfreunde Stiller - Bush - Kraftklub - Casper - Broilers | - Tocotronic - Madsen - Royal Republic - Anti-Flag - Jennifer Rostock - Frittenbude | - Bosse - Frida Gold - Blumentopf - H-Blockx - Comeback Kid - Slime - Funeral for a Friend | - Itchy Poopzkid - Emil Bulls - D-A-D - Letzte Instanz - Mrs. Greenbird - Grossstadtgeflüster - Your Demise | - Die Orsons - We Are The Ocean - Adept - Disco Ensemble - Johannes Oerding - Kellerkommando - Das Pack |  |

### 2014
Das zehnte Deichbrand-Festival fand vom 17. bis zum 20. Juli statt.
Es spielten folgende Bands und Künstler::
| - The Prodigy - Intergalactic Lovers - Jan Delay & Disko No. 1 - The Hives - Subway to Sally - SDP - Jupiter Jones | - In Extremo - Heaven Shall Burn - Turbostaat - Die Apokalyptischen Reiter - Irie Révoltés | - Revolverheld - Paul Kalkbrenner - MC Fitti - Cro - Caliban | - Gentleman - Prinz Pi - Booka Shade - Feine Sahne Fischfilet - Findus - Alligatoah | - Guano Apes - Callejon - Moonbootica - K.I.Z - Das Pack - Frank Turner |  |

### 2015
Das elfte Deichbrand-Festival fand vom 16. bis zum 19. Juli statt.
Es spielten folgende Bands und Künstler::
| - Fettes Brot - Beatsteaks - Kraftklub - Deichkind - Mando Diao - The Kooks | - Clueso - The Wombats - Fritz Kalkbrenner - Bosse - Tocotronic - ZSK | - Jennifer Rostock - Thees Uhlmann - The Subways - Donots - Hatebreed | - Zebrahead - Schandmaul - Feine Sahne Fischfilet - Eisbrecher - Bilderbuch | - Blood Red Shoes - Less Than Jake - Skindred - Itchy Poopzkid - Klangkarussell - Young Rebel Set |  |

The Computers mussten ihren Auftritt auf Grund von Anreiseproblemen im Vorfeld absagen. Bei Mando Diao verließ Gustaf Noren kurzfristig die Band, wobei Mando Diao trotzdem auftrat.

### 2016
Das Festival fand 2016 vom 21. bis 24. Juli mit vier Bühnen (Open Air Arena, Palastzelt, Electric Island und Newport) statt. In der Open Air Arena traten dabei folgende Künstler bzw. Bands auf:
| - Mighty Day Times - Razz - 257ers - Callejon - Wirtz - Johnossi - SDP | - Madsen - Alligatoah - Die Fantastischen Vier - Paul Kalkbrenner - Milliarden - Sierra Kidd - Lagwagon | - MoTrip - Danko Jones - ASD - Millencolin - WIZO - Skunk Anansie - Beginner | - Seeed - Frittenbude - Grossstadtgeflüster - Russkaja - Antilopen Gang - Mono Inc. - Irie Révoltés | - Gogol Bordello - Blumentopf - Heaven Shall Burn - Fünf Sterne Deluxe - Sportfreunde Stiller - K.I.Z |

### 2017
Das Festival fand vom 20. bis 23. Juli auf dem Gelände des Seeflughafens Cuxhaven/Nordholz statt. Dieses Mal waren u. a. folgende Künstler und Bands im Line-up des Festivals:
| - Placebo - Billy Talent - Biffy Clyro - Kraftklub - Broilers - Marteria - Cro | - AnnenMayKantereit - Wanda - Parov Stelar - Apocalyptica - In Extremo - Donots - Genetikk | - Trailerpark - 187 Strassenbande - Feine Sahne Fischfilet - Turbostaat - New Model Army - The Bouncing Souls - Emil Bulls | - Apoptygma Berzerk - Die Krupps - Patrice - Dellé - Frida Gold - Claire - Audio88 & Yassin | - Chefket - Fatoni - DMA's - Nasty - Christian Steiffen - Schmutzki - Watch Out Stampede |  |

### 2018
Das Festival fand vom 19. bis 22. Juli wieder in Cuxhaven/Nordholz statt. Folgende Bands und Künstler waren beteiligt:
| - Die Toten Hosen - Freundeskreis - Bosse - Clueso - Kontra K - Die Apokalyptischen Reiter | - SDP - Alligatoah - Zebrahead - Fünf Sterne deluxe - SSIO | - Von Wegen Lisbeth - Skinny Lister - OK Kid - Chefboss - Casper | - Rogers - Itchy - The Killers - Pyramit - 257ers |  |

### 2019
Das Festival fand 2019 vom 18. bis 21. Juli auf dem Gelände des Seeflughafens Cuxhaven/Nordholz statt. Unter anderem spielten folgende Bands und Künstler:
| - Thirty Seconds to Mars - The Chemical Brothers - Biffy Clyro - Fettes Brot | - Cro - Alligatoah - Marsimoto - Madsen | - Samy Deluxe (SaMTV Unplugged) - Dendemann - Tom Walker - Kodaline | - Subway to Sally - Swiss und Die Andern - Frittenbude - Juju |

Die Band Feine Sahne Fischfilet musste ihren Auftritt aufgrund der Ellenbogen-Verletzung von Christoph Sell kurzfristig absagen und wurden durch die Band Clowns ersetzt. Die Band The Prodigy musste bereits im März, nach dem Tod von Keith Flint, ihren Auftritt absagen.

### 2020
Aufgrund der COVID-19-Pandemie entschlossen sich die Veranstalter, das „Deichbrand At Home“ auszurichten und dabei eine Mischung aus live- und aufgezeichneten Auftritten aus vorhergehenden Jahren zu streamen. Unter anderem traten live auf: 257ers, Querbeat, Drunken Masters und Le Fly.

### 2022
Nach der COVID-19-Pandemie fand das Festival 2022 wieder Open Air auf dem Gelände des Seeflughafen Cuxhaven/Nordholz vom 21. bis 24. Juli statt. Dort spielten unter anderem die folgenden Künstler:
| - Kraftklub - Nightwish - Steve Aoki - Dropkick Murphys - Apache 207 - RIN | - Raum27 - H-Blockx - Guano Apes - Pabst - Len Faki | - Nina Chuba - Passenger - Clueso - Bausa - Bilderbuch | - Finch - Mighty Oaks - Bosse - Flogging Molly - Enter Shikari | - 257ers - Jupiter Jones - SSIO - Madsen - Sido |

Das Pop-Duo Milky Chance und die Band Provinz traten aufgrund einer spontanen Erkrankung nicht auf. Die Band Madsen sprang anstatt Milky Chance spontan ein.

### 2023
Das Festival fand 2023 vom 20. bis 23. Juli auf dem Gelände des Seeflughafens Cuxhaven/Nordholz statt. Unter anderem spielten folgende Bands und Künstler:
| - Deichkind - K.I.Z - SDP - Broilers - Marteria - Beatsteaks | - Kontra K - Electric Callboy - Mando Diao - Von Wegen Lisbeth - Juju - Alexander Marcus | - Freya Ridings - The Bosshoss - Jan Delay & Disko No.1 - Tokio Hotel - The Wombats - Meute | - Leoniden - Swiss und Die Andern - Thees Uhlmann & Band - Jeremias - Alice Merton - Nura | - Paula Hartmann - Royal Republic - You Me at Six - Rogers - Ski Aggu - Das Lumpenpack |

### 2024
Das Festival fand 2024 vom 18. bis 21. Juli auf dem Gelände des Seeflughafens Cuxhaven/Nordholz statt. Unter anderem spielten folgende Bands und Künstler:
| - Kings of Leon - The Prodigy - Peter Fox - Cro - Alligatoah - Scooter | - Nina Chuba - Provinz - RIN - Trettmann - Clueso - Bosse | - Badmómzjay - Tones and I - 01099 - Tokio Hotel - Madsen - Donots | - Soho Bani - Tream - Bukahara - 257ers - Blümchen - Kaffkiez | - Betterov - Antilopen Gang - Alli Neumann - Domiziana - Saltatio Mortis - Culcha Candela | - Alex Mofa Gang - Drei Meter Feldweg - Damona - Sondaschule - Le Fly - Rogers |

### 2025
Das Festival fand 2025 vom 17. bis 20. Juli auf dem Gelände des Seeflughafens Cuxhaven/Nordholz statt. Unter anderem spielten folgende Bands und Künstler:
| - Macklemore - K.I.Z - Timmy Trumpet - Kontra K - Deichkind - Finch | - Ski Aggu - Paula Hartmann - The Kooks - BHZ - Roy Bianco & Die Abbrunzati Boys - Montez | - Versengold - Enter Shikari - BUNT. - JEREMIAS - Faber - Ennio | - Leoniden - Grossstadtgeflüster - Culcha Candela - Frank Turner & The Sleeping Souls - Millencolin - Leony | - Das Lumpenpack - Stick to Your Guns - La Dispute - Drunken Masters - Juli - GReeeN | - Picture This - Filow - Fatoni - Heisskalt - Rogers - Deine Cousine |

## Organisation
Das Deichbrand wurde ursprünglich von einer Initiative junger Cuxhavener gegründet, um einen Anziehungspunkt für die Jugend zu schaffen. Dem als unzureichend empfundenen Angebot an Veranstaltungen für Jugendliche im Landkreis Cuxhaven sollte so ein Ende gesetzt werden. Das Festival sollte sich nach Aussagen der Initiatoren mittelfristig zu einem auch bundesweit bekannten Ereignis entwickeln. Heute wird Deichbrand von der ESK Events & Promotion GmbH veranstaltet, die im Jahr 2010 aus der ES Events GbR gegründet wurde. Diese wird dabei durch ein sogenanntes „Kernteam“ unterstützt, das ehrenamtlich arbeitet.

Von 2018 bis 2023 gab es auf dem Festivalgelände für die fünf Tage einen 2.100 Quadratmeter großen Aldi am Deich. Seit 2024 wird ein Supermarkt eigenständig durch den Veranstalter betrieben. 

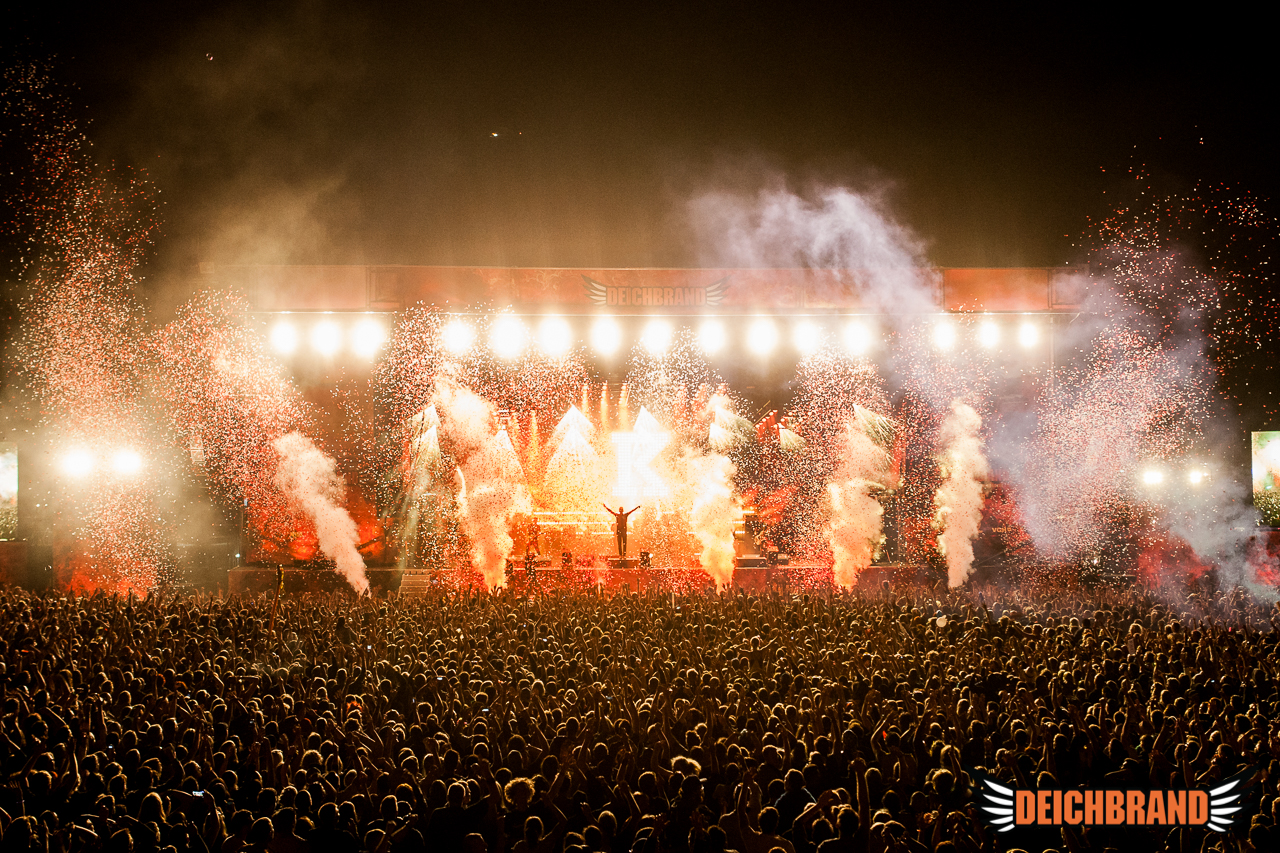
Kraftklub auf dem Deichbrand, 2015